# Johannes Brassart
Pour les articles homonymes, voir Brassart.
Johannes Brassart ou Jean Brassart, né vers 1400 dans le diocèse de Liège et mort en 1455 à Tongres en Flandres est un compositeur du début de la Renaissance, adepte de l'école bourguignonne et de l'école franco-flamande.

## Biographie
De 1422 à 1431, Johannes Brassart était succentor (sous-cantor) à l'église Saint-Jean l'Évangéliste de Liège. Au milieu des années 1420, il a visité Rome où il se rendra de nouveau en 1431 comme employé dans la chapelle papale en tant que chanteur et probablement aussi comme compositeur de musique sacrée. Il était dans le chœur en même temps que les compositeurs Arnold de Lantins et Guillaume Dufay. Au cours de cette période, Jean Brassart a probablement composé le motet "O flos fragrans", qui était assez célèbre pour apparaître dans plusieurs manuscrits de l'époque, ainsi que son "Te dignitas presularis".
En 1432, Jean Brassart se rendit à Bâle, où il fut un chanteur à la chapelle du Conseil. Deux ans plus tard, l'empereur Sigismond Ier du Saint-Empire le nomma recteur de la chapelle, un poste qu'il a conservé jusqu'en 1443. En 1445, il revint à Liège, où il obtint un poste à la collégiale de Saint-Paul. Un avis mortuaire du 22 octobre 1455 indique une supplication pour son bénéfice en raison de son récent décès.

## Œuvres
À la suite du saccage de la ville de Liège par les troupes de Charles le Téméraire, de nombreuses œuvres de Jean Brassart furent perdues. Néanmoins, 11 motets , 8 introïts (morceau de chant grégorien) ont survécu. Sa musique est typique du style de l'école bourguignonne, avec l'utilisation du faux-bourdon qui consiste en un procédé d'improvisation avec l'adjonction de deux voix parallèles à une mélodie préexistante, souvent grégorienne ainsi que les cadences et l'isorythmie. Sa musique sacrée comprend des messes, introïts et de nombreux motets ; une de ses œuvres est joué sur un texte allemand, certainement rédigé au cours de son emploi auprès de la chapelle impériale. Souvent, il a utilisé des techniques du cantus firmus, et souvent écrit avec la partie mélodique de la voix haut.